# 潘茜 (阿拉巴馬州)
潘莤（英語：Pansey）是一個位於美國阿拉巴馬州休斯敦縣的非建制地區。該地的面積和人口皆未知。

## 地理
潘莤的座標為31°09′15″N 85°10′32″W / 31.15416°N 85.17555°W，而該地的平均海拔高度為63米（即210英尺）。